# Ouro Verde de Goiás
Ouro Verde de Goiás é um município brasileiro do estado de Goiás. Tem, segundo o Censo do Instituto Brasileiro de Geografia e Estatística para 2010, 4.040 habitantes.
Fundada por Honorato dos Santos Cordeiro (1928-1947), nascido na Fazenda Mata Azul, filho de João dos Santos Cordeiro e Laudina Gomes Boaventura, casado com Ana Rosa Santos Cordeiro.
Honorato e Ana Rosa tiveram 7 (sete) filhos: João dos Santos Cordeiro, Agostinho Adriano dos Santos Cordeiro, Benedita Carmo dos Santos, Maria Gomes dos Santos, Benedito Carmo dos Santos e Antônio Cirilo dos Santos Cordeiro.
Ouro Verde de Goiás teve também mais dois fundadores, a saber, Miguel Gomes e Marciano França.

## Histórico
Ouro Verde de Goiás recebeu status de município pela lei estadual nº 4592 de 1 de outubro de 1963, com território desmembrado de Anápolis.

## Economia
O município será cortado transversalmente pela Ferrovia Norte-Sul, cujos trabalhos de construção já iniciaram. 
A sede do município está a 1.040m acima do nível do mar e o ponto mais alto do município é na Serra do Mizael com 1.155 metros de altitude.
O município hoje, é um grande produtor de beterraba e outros produtos horti-fruti-granjeiros, tais como vargem, cenoura, repolho e tomate. Na agricultura tornou-se produtor de arroz e milho, principalmente. Dedica-se também à pecuária de leite e de corte. Possui indústrias de cerâmica, laticínios e confecções.